# 溶姫

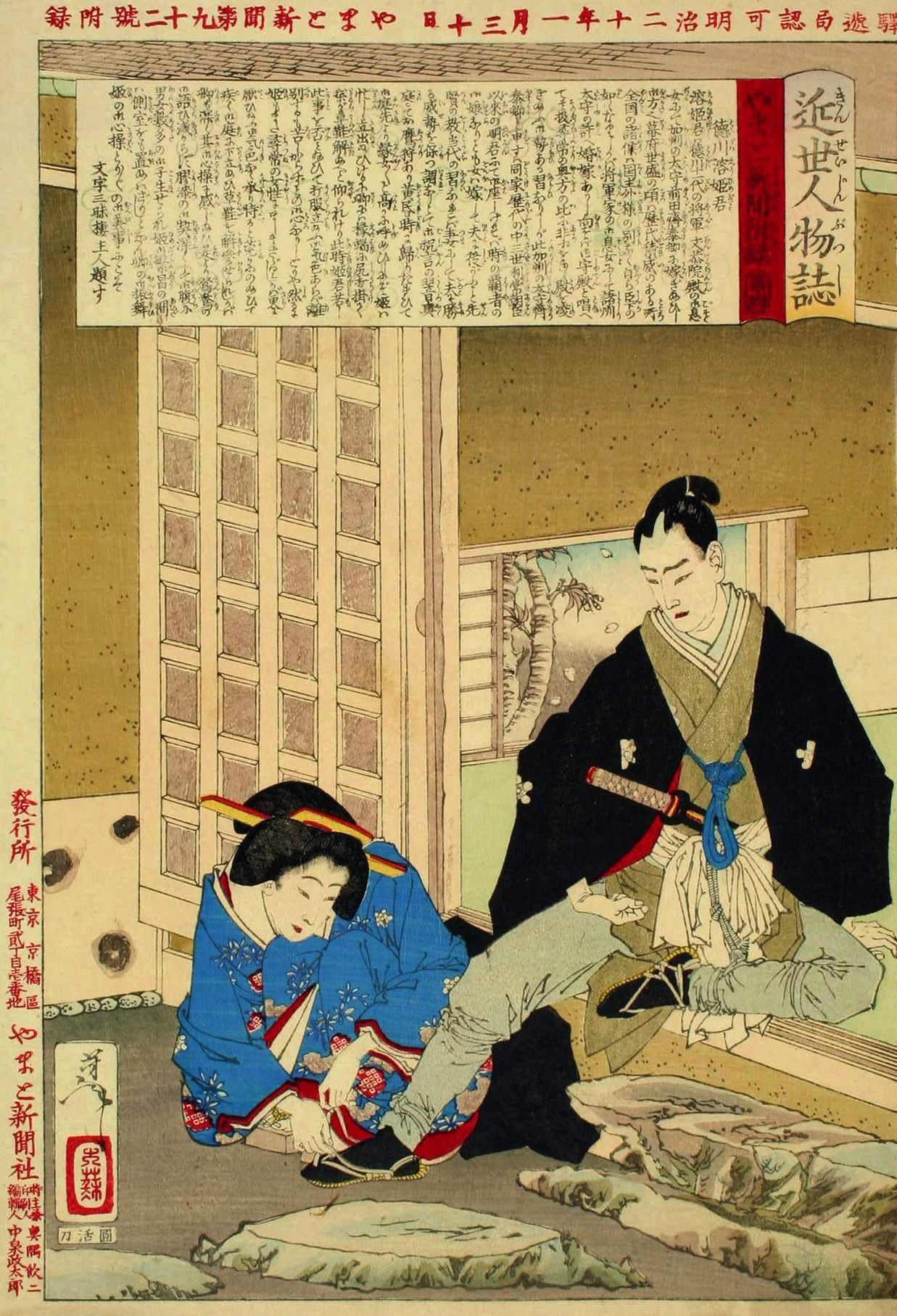
月岡芳年画『近世人物誌 徳川溶姫君』

溶姫（やすひめ、ようひめ、文化10年3月27日（1813年4月27日） - 慶応4年5月1日（1868年6月20日））は、11代将軍・徳川家斉の二十一女。母は中野碩翁の養女(実父は諸説あり不明)・於美代。12代加賀藩主(13代前田家当主)・前田斉泰の正室で、13代加賀藩主・前田慶寧、11代鳥取藩主・池田慶栄の母。諱は偕子（ともこ）、院号は景徳院（けいとくいん）。12代将軍・徳川家慶の異母妹で13代将軍・徳川家定、14代将軍・徳川家茂の叔母。内閣総理大臣・近衛文麿の外曾祖母。

## 生涯
文化10年（1813年）、江戸城大奥にて誕生する。文化14年（1817年）、御台所茂姫御養となる。文政6年（1823年）4月11日に加賀藩主・前田斉泰との婚約が調い、文政10年（1827年）11月27日、15歳で引移（輿入れ）し婚礼を行った。この時、本郷の加賀藩上屋敷に建てられた溶姫御殿の正門が、現在の東京大学赤門であることは有名である。結婚後、溶姫自身は加賀藩にとけ込もうと努力したが、大奥からつけられた溶姫付きの女中たちは尊大で、加賀藩の女中や藩士を馬鹿にすること甚だしかったという。一方、溶姫自身が夫を軽んじていたという話も残っている。
斉泰との間に、天保元年（1830年）に嫡子・犬千代（後の慶寧）、天保3年（1832年）に駒次郎（釣次郎）、天保5年（1834年）に亀丸（喬心丸、利順、後の池田慶栄）の三男を産む。釣次郎は誕生の翌年夭折したが、犬千代と喬心丸は成長した。父・家斉の死後、幕府への権力保持を狙った母於美代によって長男の犬千代を将軍継嗣にする企みがあったが、これは広大院（家斉の正室）や水野忠邦、異母兄である将軍家慶をはじめとする幕府側によって阻止された。この後、溶姫は実母の於美代を引き取ったが、この費用も藩財政を圧迫し、溶姫はますます加賀藩士の恨みを一身に受けることになった。嘉永元年（1848年）、利順（池田慶栄）が鳥取藩に幕命で養子縁組された。同族でない外様大名同士の養子縁組は異例であったが、将軍の孫である利順を部屋住みのままにしておく訳にはいかず、溶姫の願いもあり実現したという。しかし、鳥取藩主となった慶栄は2年後の嘉永3年（1850年）、初めての国入りの途上、17歳で死去した。毒殺の噂もあり、溶姫はこの死を深く悲み哀悼の和歌を詠んでいる。
文久2年（1862年）閏8月、文久の改革により参勤交代制が緩和され、大名妻子の国許居住が許可されたが、溶姫は将軍家や母・於美代との義理からすぐには帰国しなかった。翌文久3年（1863年）3月、溶姫は帰国費用として幕府より3万5千両を借用し、盛大な行列を組んで4月3日に江戸を出発、24日津幡に到り、出迎えの慶寧と対面し、金沢城二の丸御広式に造られた御殿に入った。しかし元治元年（1864年）9月、禁門の変後の情勢により幕府が参勤交代制を元に戻すと、溶姫は江戸に戻りたいと申し出た。禁門の変では加賀藩世子である長男・慶寧が御所警備の任についていたが、病により退去したため長州藩側との内通を疑われ、佐幕派の夫・斉泰が慶寧を謹慎させた上で、慶寧の側近を倒幕派として処罰していた。こうした不安定な世情であったため、斉泰は江戸に戻ることを止めたが、溶姫は10月24日に金沢を出発し、11月22日江戸に到着した。
慶応2年（1866年）4月、斉泰が隠居し慶寧が藩主となる。幕末になると加賀藩では、親幕派の隠居・斉泰と尊皇派の藩主・慶寧との対立が激しくなり、100万石の大藩でありながら結局政局に何の影響も残せない結果となった。加賀藩士の多くは、先述したような溶姫取り巻きの専横もあり、この結果を招いた主因が将軍家の娘である溶姫にあるとして非常に恨んだ。
慶応4年（1868年）1月に戊辰戦争が始まると、江戸は危険だということで、同年3月4日、慶寧が生母である溶姫を江戸から金沢に移したいと太政官に届け出て許可される。江戸に出された使者は溶姫に向かい、「至急にお帰りあるべし、さもなくては離縁なさるべき旨仰せである」と告げた。溶姫は母・於美代と別れ、すぐに帰国の途につくが、一行が泊町に達すると夫・斉泰が派遣した本多図書が出迎え、溶姫付きの徳川家の家臣・侍女に対して、徳川家臣を入国させるわけに行かないので江戸へ戻るよう申し渡し、金子の目録を渡した。溶姫には斉泰から長い手紙があったが、溶姫は目を通したものの、言葉を発することはなかったという。3月24日、溶姫は金沢城の金谷御殿に到着した。それからわずか1か月半あまりの5月1日に死去した。享年56。墓所は野田山の前田家墓所。